# 新年泰疯狂
《新年泰疯狂》（英文：A Moment of Happiness）是一部2020年馬來西亞贺岁华语喜剧片。讲述一位冒牌网红，爱上了泰国男孩，为了保持超高人气，全家人必须出动配合演戏，一起隐瞒男友家人的搞笑故事。
本片主演包括林明祯，吴旭东，陈峰，吴耀汉，朱咪咪，邵音音，温力铭，邓绣金，快乐宝拉。本片于2020年1月25日大年初一在马来西亚和新加坡上映。
本片由李勇昌监制、戴敏非和張永益执导，本片是2020年马来西亚四部贺岁本地电影的其中一部，其他三部分别是《大财神》、《作战啦！茶室总动员》和《财神2020》。本片的歌曲有主题曲《泰疯狂》和插曲《病毒》。

## 剧情简介
真真（林明祯 饰）梦想成为网红，在闺蜜的帮助下，在⽹上打造一个“富家網美版”真真，把自己包装成公主形象。没想到网美真真却爆红，成为人气网红。一次，她遇到泰国背包游客Nat（吴旭东 饰），两人一见钟情的故事很快曝光，人气更上一楼。其实，Nat是个富二代，但是现实中的真真家里经济条件不好。现在为了保持高人气，真真只好继续在网上演戏，家人和朋友也全家出动配合演戏。但是爸爸吴亮光心疼真真，看不惯她的网络虚拟形象，大家在过程中也忘记了团圆饭的意义。“假公主”遇上“真王子”，搞笑故事要怎样美满收场？

## 演员列表
- 林明祯   饰演 真真
- 吳旭東   饰演 Nat
- 陈峰(演員)   饰演 吴亮光；真真的爸爸
- 温力铭   饰演 金水；真真的舅舅
- 邓绣⾦   饰演 Zitomira；真真的闺蜜
- 朱咪咪
- 邵音音
- Happy Polla

###### 特别演出
- 吴耀汉
- 碰弟 (龐加斯顿 Gaston Pong)
- 碰姐 (庞捷忆 Jeii Pong)
- 江昭上
- Pak Papungkorn
- 林詩枝
- 486唐文達
- 捷豹林 (林文生 Lim Boon Seng)
- Jordan Yeoh (杨运晖)
- 沈威胜
- Clarence Wong (黄晨祐)
- 林尚进
- Bryan Wee (韋邵政)
- Cassey, Chrystina, Fish阿鱼 (988 DJ)

## 发行
本片于马来西亚和泰国取景。本片是2020年马新贺岁档本地电影，由马来西亚MM2娛樂、乐盟电影、晟创影视有限公司、企轩国际投资有限公司、988電台联合出品。

## 票房
做为2020年贺岁片，在2020年马来西亚电影票房，在所有本土电影里排行第二名，本土中文电影为第一名。在所有中文电影里则排名第三名。可说是在马来西亚相当红。

## 外部連結
- 豆瓣电影上《新年泰疯狂》的資料 （简体中文）
- 上映地点和时间表：马来西亚 （页面存档备份，存于） 或 新加坡